# Rojena včeraj
Rojena včeraj (angleško Born Yesterday) je ameriški komično-dramski film iz leta 1950, ki ga je režiral George Cukor in temelji na igri Born Yesterday Garsona Kanina iz leta 1946. Kot scenarist je uradno naveden Albert Mannheimer, toda Cukorju ni bil všeč njegov scenarij in je zanj zaprosil Kanina, ki zaradi pravnih razlogov ni bil naveden. V glavnih vlogah nastopajo Judy Holliday, Broderick Crawford in William Holden. Zgodba prikazuje neizobraženo mlado Billie Dawn (Holliday) in neotesanega starejšega in bogatega smetarskega tajkuna Harryja Brocka (Crawford), ki prideta v Washington v poskusu podkupiti kongresnika. 
Film je bil premierno prikazan 25. decembra 1950 s strani Columbia Pictures in je naletel na dobre ocene kritikov.  Na 23. podelitvi je bil nominiran za oskarja v petih kategorijah, tudi za najboljši film, osvojil pa je nagrado za najboljšo igralko (Holliday). Nominiran je bil še za štiri zlate globuse, tudi za najboljši dramski film, nagrajen pa je bil za najboljšo igralko v glasbenem ali komičnem filmu (Holliday), in zlatega leva na Beneškem filmskem festivalu. Leta 2000 ga je Ameriški filmski inštitut uvrstil na 24. mesto lestvice stotih najboljših ameriških komičnih filmov. Leta 2012 ga je ameriška Kongresna knjižnica izbrala za ohranitev v okviru Narodnega filmskega registra zavoljo njegove »kulturne, zgodovinske ali estetske vrednosti«.

## Vloge
- Judy Holliday kot Billie Dawn
- Broderick Crawford kot Harry Brock
- William Holden kot Paul Verrall
- Howard St. John kot Jim Devery
- Frank Otto kot Eddie
- Larry Oliver kot kongresnik Norval Hedges
- Barbara Brown kot ga. Anna Hedges
- Grandon Rhodes kot Sanborn
- Claire Carleton kot Helen